# Eragrostis perbella
Eragrostis perbella är en gräsart som beskrevs av Karl Moritz Schumann. Eragrostis perbella ingår i släktet kärleksgrässläktet, och familjen gräs. Inga underarter finns listade i Catalogue of Life.